# Гейдатель, Иван Осипович
Иван (Якоб) Осипович Гейдатель де Ротвиль (1800—1871) — инженер-генерал-майор Корпуса инженеров путей сообщения Русской императорской армии.

## Биография
Иван Гейдатель родился в 1800 году в имении родителей, Семятичах (впоследствии Белостокский уезд Гродненской губернии). Образование получил в Белостокском училище и в Виленском университете (1819—1824), где успешно окончил физико-математический факультет.
Сдав в 1825 году в конференции института инженеров путей сообщения (ныне Петербургский государственный университет путей сообщения императора Александра I) установленный экзамен, Гейдатель был определен в Корпус инженеров путей сообщения и, занимаясь преимущественно гидравлическими работами, приобрел на этом поприще признание, как выдающийся специалист. Среди прочего, он производил работы по Тихвинской, Огинской и Днепровско-Бугской водным системам, а затем строил порты в Пернове, Астрахани и Либаве (ныне Лиепая).
В 1863 году в чине полковника Гейдатель занимал должность начальника IX округа путей сообщения (в Екатеринославе), а затем был начальником Либавского порта.
Несколько раз был за границей для ознакомления с производящимися там портовыми работами и описал свои наблюдения, а также отчеты о своих работах в статьях, помещенных в «Журнале Министерства путей сообщения».
Иван Осипович Гейдатель де Ротвиль умер в начале апреля 1871 года в городе Варшаве, где был проездом по пути из Либавы за границу.

## Избранная библиография
- «Порты, каналы и другие сооружения в северной Германии и Голландии»,
- «Каналы северной Германии» (1857 год),
- «Марсельский порт»,
- «Тулонский порт» (1860 год),
- «О работах по устройству Либавского порта» (1863 год),
- «О наводнениях реки Терек» (1865 год),
- «О произведенных работах и устроенных сооружениях при Либавском порте» (1869 год).